# Cerithidea pliculosa
Cerithidea pliculosa е вид охлюв от семейство Potamididae. Видът не е застрашен от изчезване.

## Разпространение и местообитание
Разпространен е във Венецуела, Колумбия, Куба, Мексико (Веракрус, Кампече, Кинтана Ро, Тамаулипас и Юкатан), Пуерто Рико, САЩ (Алабама, Луизиана, Тексас и Флорида), Хаити и Ямайка.
Среща се на дълбочина от 1 до 1,2 m.